# CD Teneriffa
Der Club Deportivo Tenerife, S.A.D., im deutschen Sprachraum bekannt als CD Teneriffa, ist ein spanischer Fußballverein (Sport-Aktiengesellschaft) von der kanarischen Insel Teneriffa. Die Mannschaft spielt aktuell in der Segunda División, der zweithöchsten spanischen Liga. Sie trägt ihre Heimspiele im 24.000 Zuschauer fassenden Estadio Heliodoro Rodríguez López in der Inselhauptstadt Santa Cruz de Tenerife aus.

## Geschichte
Offizielles Gründungsdatum des CD Teneriffa ist der 8. August 1922. In einigen Dokumenten ist die Rede davon, dass bereits 1912 ein Verein namens Sporting Club Tenerife existierte, bei dem es sich um einen Vorläufer des CD gehandelt haben könnte. Bis 1953 spielte der Verein nur in Ligen auf regionaler Ebene, ehe der erstmalige Aufstieg in die Segunda Division gelang. 1961 erfolgte sogar der Aufstieg in die Primera División, aus der man jedoch nach einer Saison wieder abstieg. Von 1962 bis 1976 pendelte CD zwischen der Segunda División und der Tercera División, der damals dritthöchsten Spielklasse. Von 1976 bis 1982 war die Mannschaft in der neu geschaffenen Segunda División B aktiv, der nun dritthöchsten Spielklasse, ehe man wieder in die Segunda Division aufstieg.
Im Juni 1986, ein Jahr nach einem erneuten Abstieg in die „Segunda B“, wurde Javier Pérez Präsident des Vereins. Im Folgejahr stieg man wieder in die „Segunda“ und 1989 zum zweiten Mal in der Vereinsgeschichte in die Primera División auf, wo sich der Verein bis 1999 halten konnte. Am letzten Spieltag der Saison 1991/92, mit Jorge Valdano als Trainer, sicherte man sich den Klassenerhalt durch einen 3:2-Sieg gegen Real Madrid am letzten Spieltag. Den Gegner kostete dies die Meisterschaft, da der FC Barcelona mit 2:0 gegen Athletic Bilbao gewann und dadurch an Real vorbeizog. Im Jahr darauf wiederholten sich die Ereignisse. CD Teneriffa schlug erneut Real Madrid, diesmal mit 2:0, und der FC Barcelona übertrumpfte die „Königlichen“ erneut am letzten Spieltag durch ein 1:0 gegen Real Sociedad San Sebastián. CD schloss die Saison 1992/93 allerdings als Fünfter ab und qualifizierte sich erstmals für den UEFA-Pokal, wo man nach dem Einzug in die dritte Runde mit 0:3 und 2:1 gegen Titelverteidiger Juventus Turin ausschied.
1995 verpflichtete der 1992 in eine Aktiengesellschaft umgewandelte Verein Jupp Heynckes als Trainer zusammen mit Ewald Lienen als Co- und später noch Egon Coordes als Konditionstrainer. Man qualifizierte sich 1996 als Fünfter erneut für die europäische Fußballbühne. CD schaffte es nach Erfolgen gegen Maccabi Tel Aviv, Lazio Rom, Feyenoord Rotterdam und Brøndby Kopenhagen ins Halbfinale des UEFA-Pokals und schied erst gegen den späteren Sieger FC Schalke 04 nach zwei Spielen mit 1:0 und 0:2 n. V. aus. In den Folgejahren konnte der Club nicht mehr an frühere Erfolge anknüpfen. Nach 10 Jahren Erstklassigkeit musste man 1999 wieder in die Segunda División absteigen. Zwei Jahre später erfolgte unter Trainer Rafael Benítez der Wiederaufstieg dank eines Tores von Hugo Morales im letzten Saisonspiel. Benitez verließ den Verein danach allerdings in Richtung Valencia.
Pepe Mel wurde neuer Trainer, aber die Saison in der ersten Liga verlief alles andere als gut. Teneriffa verlor am 23. Spieltag zu Hause gegen den FC Barcelona mit 0:6, und Mel wurde als Trainer entlassen. Unter dem neuen Trainer Javier Clemente gelangen der Mannschaft noch einige Siege, aber der erneute Abstieg konnte nicht mehr verhindert werden. Danach musste der mit hohen Schulden (über 40 Millionen Euro) belastete CD Teneriffa um sein wirtschaftliches Überleben kämpfen. Präsident Javier Pérez wurde durch Víctor Pérez de Ascanio abgelöst, der seinerseits im Jahr 2005 zurücktrat. Der amtierende Präsident Miguel Concepción verhandelte mit Politikern und Geschäftsleuten und schuf ein Bauunternehmen als Tochtergesellschaft der Sport-Aktiengesellschaft, welches sich verpflichtete, 50 % seiner Gewinne an den CD Teneriffa abzutreten.
In der Spielzeit 2008/09 belegte CD Teneriffa in der Segunda División den dritten Platz und stieg wieder in die Primera División auf. In der Saison 2009/10 stieg der Verein allerdings umgehend wieder in die Segunda División ab. Ein katastrophales Jahr später folgte gar der Abstieg in die Segunda División B. In der Saison 2012/13 gelang die Rückkehr in die zweite Liga. Nach einer durchwachsenen Spielzeit 2013/14 erreichte man einen sicheren 11. Platz. Ein Jahr darauf konnte mit dem 17. Platz und 4 Punkten Vorsprung nur knapp der Abstieg verhindert werden. In der Folgesaison landete man im hinteren Mittelfeld. In der Saison 2016/17 berechtigte der 4. Platz zur Teilnahme an den Playoffs zum Aufstieg in die Primera División; dort scheiterte CD im Entscheidungsspiel knapp am FC Getafe.

## Statistik
- 13 Spielzeiten in der Primera División
- 45 Spielzeiten in der Segunda División
- 08 Spielzeiten in der Segunda División B
- 03 Spielzeiten in der Tercera División

(Stand nach Saison 2021/22)
Ergebnisse seit 2004
| 2004/05 | Segunda División   | 09. Platz |
| 2005/06 | Segunda División   | 18. Platz |
| 2006/07 | Segunda División   | 07. Platz |
| 2007/08 | Segunda División   | 11. Platz |
| 2008/09 | Segunda División   | 03. Platz |
| 2009/10 | Primera División   | 18. Platz |
| 2010/11 | Segunda División   | 20. Platz |
| 2011/12 | Segunda División B | 02. Platz |
| 2012/13 | Segunda División B | 01. Platz |
| 2013/14 | Segunda División   | 11. Platz |
| 2014/15 | Segunda División   | 17. Platz |
| 2015/16 | Segunda División   | 13. Platz |
| 2016/17 | Segunda División   | 04. Platz |
| 2017/18 | Segunda División   | 11. Platz |
| 2018/19 | Segunda División   | 16. Platz |
| 2019/20 | Segunda División   | 12. Platz |
| 2020/21 | Segunda División   | 14. Platz |
| 2021/22 | Segunda División   | 05. Platz |
| 2022/23 | Segunda División   | 10. Platz |
| 2023/24 | Segunda División   | 12. Platz |

## Europapokalbilanz
| Saison  | Wettbewerb | Runde         | Gegner              | Gesamt    | Hin     | Rück          |
| ------- | ---------- | ------------- | ------------------- | --------- | ------- | ------------- |
| 1993/94 | UEFA-Pokal | 1. Runde      | AJ Auxerre          | 3:2       | 2:2 (H) | 1:0 (A)       |
| 1993/94 | UEFA-Pokal | 2. Runde      | Olympiakos Piräus   | (a)5:5(a) | 2:1 (H) | 3:4 (A)       |
| 1993/94 | UEFA-Pokal | 3. Runde      | Juventus Turin      | 2:4       | 0:3 (A) | 2:1 (H)       |
| 1996/97 | UEFA-Pokal | 1. Runde      | Maccabi Tel Aviv    | 4:3       | 3:2 (H) | 1:1 (A)       |
| 1996/97 | UEFA-Pokal | 2. Runde      | Lazio Rom           | 5:4       | 0:1 (A) | 5:3 (H)       |
| 1996/97 | UEFA-Pokal | 3. Runde      | Feyenoord Rotterdam | 4:2       | 0:0 (H) | 4:2 (A)       |
| 1996/97 | UEFA-Pokal | Viertelfinale | Brøndby IF          | 2:1       | 0:1 (H) | 2:0 n. V. (A) |
| 1996/97 | UEFA-Pokal | Halbfinale    | FC Schalke 04       | 1:2       | 1:0 (H) | 0:2 n. V. (A) |

Gesamtbilanz: 16 Spiele, 8 Siege, 3 Unentschieden, 5 Niederlagen, 26:23 Tore (Tordifferenz +3)

## Bekannte Spieler
- Carlos Aguilera (1993–1996)
- David Amaral (1980–1990)
- Julio Alonso Arribas (1953–1962)
- Ángel Arocha (1925–1927)
- Sergio Ballesteros (1996–2002)
- Rubén Cano (1982–1985)
- Chano (1991–1999)
- Nacho Conte (1993–1997)
- Oscar Dertycia (1991–1994)
- Quique Estebaranz (1989–1993)
- Rommel Fernández (1987–1991)
- Justo Gilberto (1961–1967, 1974–1977)
- César Gómez (1992–1997)
- Toño Hernández (1983–1995)
- Slaviša Jokanović (1995–1999)
- Juanele (1994–1999)
- Meho Kodro (1996–2000)
- Daniel Ngom Kome (2008–2011)
- Diego Latorre (1993–1995)
- Julio Llorente (1990–1999)
- Roy Makaay (1997–1999)
- Antonio Mata (1991–1999)
- Felipe Miñambres (1989–1999)
- Mista (1999–2001)
- Alberto Molina (1963–1976)
- Hugo Morales (1999–2002)
- Oliver Neuville (1996–1997)
- Nino (2007–2011)
- Marcelo Ojeda (1994–2000)
- Veljko Paunović (2002–2003)
- Pablo Paz (1996–2002)
- Pier (1990–1994, 1998–2002)
- Antonio Pinilla (1993–2000)
- Juan Antonio Pizzi (1991–1993, 1994–1996)
- Fernando Redondo (1990–1994)
- Diego Rodriguez (1978–1982)
- Suso Santana (2004–2009, 2012–2021)
- Eleuterio Santos (1959–1963)
- José del Solar (1992–1995)
- Voro (1984–1985)

## Trainer
- Heriberto Herrera (1960–1961)
- Ljubiša Broćić (1961)
- Vicente Miera (1989–1990)
- Xabier Azkargorta (1990)
- Jorge Solari (1990–1992)
- Jorge Valdano (1992–1994)
- Jupp Heynckes (1995–1997)
- Ewald Lienen (1995–1997) Co-Trainer, (2002–2003) Trainer,
- Mauro Sandreani (1999)
- Rafael Benítez (2000–2001)
- Javier Clemente (2001–2002)
- Bernd Krauss (2006)
- Rudi Gores (2006) Co-Trainer

## Frauenfußball
Der CD Teneriffa verfügt seit 2019 über eine Frauenfußballsektion. In der Saison 2024/25 stieg die A-Mannschaft erstmals in die zweite Spielklasse auf.